# Xã Lyon, Quận Brule, Nam Dakota
Xã Lyon (tiếng Anh: Lyon Township) là một xã thuộc quận Brule, tiểu bang Nam Dakota, Hoa Kỳ. Năm 2010, dân số của xã này là 48 người.